# Jorge Galán
Jorge Galán, pseudònim literari de George Alexander Portillo (San Salvador, 1973), és un escriptor salvadorenc.

## Biografia
Va estudiar llicenciatura en lletres per la Universidad Centroamericana José Simeón Cañas. Va rebre el seu primer premi en els Jocs Florals del Consell Nacional per a la Cultura i l'Art (CONCULTURA) del seu país quan era estudiant, i el mèrit de guanyar-ho en tres ocasions li va atorgar el títol de Gran mestre de poesia. La dificultat de publicar el va portar a participar en diversos premis que ha obtingut, com els Jocs Florals de Quetzaltenango (Guatemala, 2004), el premi Adonáis (Espanya, 2006) i recentment ha resultat guanyador dels premis del Tren 2009 de poesia. Encara que Galán s'ha destacat àmpliament al seu país com a poeta, també s'ha dedicat a la narrativa, amb la publicació de la seva primera novel·la, El sueño de Mariana, que va obtenir el premi nacional de novel·la del Salvador, i a l'escriptura infantil.
El 2013 va publicar a Espanya la novel·la La habitación al fondo de la casa, amb Valparaíso Ediciones, amb pròleg d'Almudena Grandes. El llibre ha estat venut a països com Itàlia, França, Grècia, Brasil, els Països Baixos o Sèrbia.
El 2015 va publicar amb Planeta la novel·la Noviembre, en la qual tracta l'assassinat de sis jesuïtes, inclòs Ignacio Ellacuría a la Universidad Centroamericana José Simeón Cañas, el 1989. Arran de la seva publicació s'ha vist obligat a exiliar-se del seu país per les greus amenaçades de mort sofertes. Davant aquesta situació li han mostrat el seu suport intel·lectuals com Mario Vargas Llosa, Joaquín Savina, Joan Manuel Serrat, Charles Simic, Almudena Grandes, Luis García Montero, Donald Hall o Ernesto Cardenal.

## Premis i reconeixements
- El 2010, accèssit del premi de poesia Jaime Gil de Biedma, Segòvia (Espanya) pel llibre El estanque colmado.
- El 2009, primer premi de poesia dels premis del Tren 2009 Antonio Machado de poesia i conte, organitzat per la Fundació dels Ferrocarrils Espanyols.[1]
- El 2006, premi Adonáis de poesia per la seva obra Breve historia del Alba.
- El 2006, també va guanyar el premi Nacional de novel·la curta, organitzat pel CONCULTURA.
- El 2005, premi Charles Perrault de conte Infantil, organitzat per l'Aliança Francesa del Salvador.
- El 2004, premio hispanoamericà de poesia dels Jocs Florals de Quetzaltenango (Guatemala).
- El 2003, premi nacional de novel·la curta, de CONCULTURA
- L'any 2000 va ser reconegut per CONCULTURA com a gran mestre de poesia nacional del Salvador, després d'obtenir tres premis nacionals de poesia el 1996, 1998 i 1999.

## Obres
Poesia
- El día interminable, 2004.
- Tarde de martes, 2004.
- Breve historia del Alba, 2006, Editorial Rialp.
- La Habitación, 2007.
- El estanque colmado, 2010, Editorial Visor.
- El círculo, 2014, Editorial Visor.

Prosa
- El premio inesperado (Alfaguara infantil), 2005.
- El Sueño de Mariana  (F&G Ediciones), 2008.
- La habitación al fondo de la casa (Valparaíso Ediciones), 2013.
- Historia de un florero (DPI), 2013.
- Noviembre (Planeta), 2015.